# XIII Quadriennale nazionale d'arte di Roma

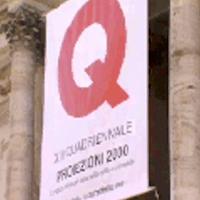
Proiezioni 2000

La XIII Quadriennale d'arte di Roma si tenne in due differenti fasi presso il Palazzo delle Esposizioni di Roma: La prima era intitolata Valori Plastici e si tenne dal 28 ottobre 1998 al 18 gennaio 1999, mentre la seconda era intitolata Proiezioni 2000. Lo spazio delle arti visive nella civiltà multimediale e si tenne tra il 18 giugno ed il 10 settembre 1999.

## Elenco degli artisti

### Valori plastici
- Alexander Archipenko
- Umberto Boccioni
- Edita Broglio
- Felice Carena
- Carlo Carrà
- Felice Casorati
- Giorgio de Chirico
- Fortunato Depero
- André Derain
- Ferruccio Ferrazzi
- Achille Funi
- George Grosz
- Charles Edouard Jeanneret-Gris (Le Corbusier)
- Paul Klee
- Fernand Léger
- Franz Marc
- Arturo Martini
- Roberto Melli
- Giorgio Morandi
- Pablo Picasso
- Gino Rossi
- Georg Schrimpf
- Gino Severini
- Mario Sironi
- Ardengo Soffici
- Ossip Zadkine

### Proiezioni 2000. Lo spazio delle arti visive nella civiltà multimediale
- Rosetta Acerbi
- Rodolfo Aricò
- Giuliana Balice
- Paolo Baratella
- Roberto Barni
- Ubaldo  Bartolini
- Gianfranco Baruchello
- Gabriele Basilico
- Alessandro Bazan
- Carlo Bertocci
- Renata Boero
- Giorgio Bompadre
- Agostino Bonalumi
- Enrica Borgh
- Dino Boschi
- Botto & Bruno
- Andrea Boyer
- Bruni Bruno (Bruno d'Arcevia)
- Vito Bucciarelli
- Francesco Buccitelli
- Giulia Caira
- Ennio Calabria
- Pier Paolo
- Mario Canali
- Paolo Canevari
- Arduino Cantafora
- Gaetano Carboni
- Eugenio Carmi
- Nicola Carrino
- Pietro Cascella
- Pierluigi Cattani
- Loris Cecchini
- Sergio Ceccotti
- Mario Ceroli
- Sarah Ciracì
- Pietro Consagra
- Giacomo Costa
- Leonardo Cremonini
- Enzo Cucchi
- Antonio D'Acchille
- Silvano D'Ambrosio
- Vittorio D'Augusta
- Aldo Damioli
- Sandro De Alexandris
- Gioxe De Micheli
- Lucio Del Pezzo
- Marco Del Re
- Crescenzo Del Vecchio Berlingieri
- Stefano Di Stasio
- Salvatore Esposito
- Maria Luisa Eustachio (Marilù)
- Angelo Fabbri
- Vincenzo Ferrari
- Gianfranco Ferroni
- Ennio Finzi
- Giosetta Fioroni
- Piero Fogliati
- Edoardo Franceschini
- Luigi Frappi
- Paolo Gallerani
- Giuseppe Gallo
- Marco Gastini
- Alberto Ghinzani
- Piero Gilardi
- Paolo Giorgi
- Giorgio Griffa
- Carlo Guarienti
- Renata Guga Zunino
- Federico Guida
- Pietro Guida
- Guido Guidi
- Nedda Guidi
- Maria Lai
- Edoardo Landi
- Carlo Lorenzetti
- Eduarda Emilia Maino (Dadamaino)
- Luigi Mainolfi
- Salvatore Mangione (Salvo)
- Lino Mannocci
- Riccardo Mantovani Adelchi
- Umberto Mariani
- Armando Marrocco
- Bruno Martinazzi
- Andrea Martinelli
- Titina Maselli
- Eliseo Mattiacci
- Franco Mazzucchelli
- Alessandro Mendini
- Paolo Minoli
- Maurizio Mochetti
- Giuseppe Modica
- Aldo Mondino
- Gian Marco
- Ercole Monti
- Giulia Napoleone
- Gianfranco Notargiacomo
- Angela Occhipinti
- Claudio Olivieri
- Luigi Ontani
- Mimmo Paladino
- Gaetano Pallozzi
- Alessia Parenti
- Antonio Passa
- Luca Maria Patella
- Patrizia Patti
- Michelangelo Pistoletto
- Fabrizio Plessi
- Franco Polizzi
- Arnaldo Pomodoro
- Giò Pomodoro
- Premiata Ditta (UnDo. Net)
- Oliviero Rainaldi
- Giovanni Repossi
- Gianluigi Rocca
- Domenico Rotella (Mimmo)
- Pietro Ruggeri
- Marco Samorè
- Denis Santachiara
- Franco Sarnari
- Germano Sartelli
- Mario Sasso
- Ruggero Savinio
- Paolo Scirpa
- Luigi Serafini
- Pino Settanni
- Elisa Sighicelli
- Victor Simonetti
- Mario Sinisca [Siniscalco]
- Francesco Somaini
- Mauro Staccioli
- Tino Stefanoni
- Guido Strazza
- Emilio Tadini
- Vito Tongiani
- Valeriano Trubbiani
- Giuseppe Uncini
- Wainer Vaccari
- Giustino Vaglieri  (Tino)
- Marco Vaglieri
- Valentino Vago
- Walter Valentini
- Giuliano Vangi
- Grazia Varisco
- Luciano Ventrone
- Piero Vignozzi
- Antonio Violetta
- Velasco Vitali [Velasco]
- Turi Volanti
- Luisa Zanibelli
- Guido Zanoletti
- Franco Zazzeri